# Tyrehaj
Tyrehajen (Carcharhinus leucas) udgør sammen med tigerhajen og hvidhajen de 3 mest farlige hajer for mennesker. Man har tidligere ment, at grunden til den er så farlig, er at den har det højeste testosteronniveau af alle dyr – det er 200 gange så meget som den normale mand og det skulle gøre den ekstremt aggressiv. Dette er dog ikke blevet undersøgt grundigt nok. Tyrehajen kan desuden overleve i ferskvand.